# Dead Celebrities
«Dead Celebrities» (en español «Celebridades muertas») es el octavo episodio de la decimotercera temporada de la serie animada de televisión estadounidense South Park. El episodio 189 en general de la serie, se emitió originalmente en Comedy Central en los Estados Unidos el 7 de octubre de 2009. En el episodio, Ike es perseguido por fantasmas de celebridades muertas que fallecieron en el verano de 2009 hasta que Michael Jackson, que no quiere admitir que está muerto, lo posee.
El episodio fue escrito y dirigido por el cocreador de la serie Trey Parker, y fue clasificado TV-MA L en los Estados Unidos (específicamente para adultos, con lenguaje soez). «Dead Celebrities» incluía referencias a varios actores, cantantes y personajes famosos que murieron antes o a mediados del verano de 2009, cuando South Park estaba en una pausa a mitad de temporada. Entre las celebridades que aparecen en el episodio estaban Jackson, Billy Mays, Ed McMahon, Farrah Fawcett, Patrick Swayze, Walter Cronkite, Dom DeLuise, Ted Kennedy, Natasha Richardson, Bea Arthur, David Carradine, DJ AM, Ricardo Montalbán y Steve McNair. El episodio también parodiaba las películas The Sixth Sense y Poltergeist.
La serie de telerrealidad Ghost Hunters y sus estrellas, Jason Hawes y Grant Wilson, fueron objeto de burlas en el episodio. Hawes y Wilson dijeron que les encantó la parodia y alentaron a los fanáticos a ver el programa en sus cuentas de Twitter. Una trama secundaria afirmaba que la comida en Chipotle Mexican Grill resultó en que los clientes defecaran sangre, afirmación que fue disputada por la cadena de restaurantes a los pocos días de la transmisión del episodio. «Dead Celebrities» recibió críticas generalmente mixtas. Según las calificaciones de Nielsen, el episodio fue visto por 2,67 millones de hogares en general.

## Argumento
Ike está traumatizado por sus frecuentes encuentros con fantasmas de celebridades que han muerto durante el verano. Lo persiguen personas como Farrah Fawcett, David Carradine, Ed McMahon, DJ AM y especialmente Billy Mays, quien repetidamente intenta venderle productos a Ike desde el más allá. Kyle está aterrorizado cuando se entera de los fantasmas con los que se encuentra su hermano y les cuenta a Stan, Cartman y Kenny sobre los encuentros. Cartman, a quien inicialmente no le importa, decide ayudar cuando Kyle menciona que uno de los fantasmas que persigue a Ike es Billy Mays. Cartman luego muestra comerciales que presentan a Mays en la televisión, lo que implica que es un partidario entusiasta de un producto que Mays promocionó mientras aún estaba vivo, llamado «ChipotlAway», que limpia las manchas de sangre de la ropa interior de las personas causadas por comer comida de Chipotle Mexican Grill. Los chicos llaman al equipo de la serie de telerrealidad Ghost Hunters para que los ayude, pero rápidamente, con miedo, comienzan a atribuir un significado sobrenatural a los ruidos aleatorios, antes de orinar y defecar sobre sí mismos, y finalmente salir corriendo de la casa. Finalmente, Ike entra en coma debido a sus múltiples experiencias con los fantasmas y es hospitalizado.
En el hospital, los chicos buscan la ayuda del Dr. Philips, un médium (una parodia del personaje de Zelda Rubinstein en Poltergeist), quien explica que las celebridades están atrapadas en el purgatorio, que ella compara con estar atrapado en un avión que no está bastante listo para despegar. El Dr. Philips logra contactar a los espíritus y decirles que han fallecido. Sorprendentemente para ella, las celebridades aceptan demasiado el hecho, con el presentador de CBS News Walter Cronkite y el actor Patrick Swayze revelando que la causa de su estado atrapado es la negativa de Michael Jackson a reconocer su muerte. Algunas de las celebridades ayudan al Dr. Philips y a los niños a tratar de convencer a Jackson de que está muerto, pero este último sigue negándolo e insiste en que la gente es ignorante y que no solo está vivo, sino que también es un niño blanco. Su negación es tan fuerte que emite una poderosa fuerza que mata al Dr. Philips. Los fantasmas molestos de estas celebridades se muestran en el purgatorio, que de hecho parece el interior de un avión, menos el avión en sí, completo con asientos, asistentes de vuelo y anuncios de voz en off del piloto.
Después de la perturbación de la energía, el espíritu de Jackson se apodera del cuerpo de Ike, lo que hace que suene y actúe como el propio cantante. Los chicos descubren a partir de una investigación en línea que la única forma de hacer que Jackson crea que está muerto es darle la aceptación que buscaba en la vida, por lo que lo llevan a un concurso de belleza infantil para niñas. Vestido como una niña, Ike/Jackson impresiona a dos de los jueces cantando una melodía que suena similar a «You Are Not Alone» de Jackson, pero son arrestados de inmediato por masturbarse mientras observan a los niños, dejando a una jueza sola e indiferente (para sorpresa de los muchachos, que desconocían los actos lascivos de los hombres y los consideraban los mejores jueces). Cuando Cartman se da cuenta de que el juez come Chipotle, la soborna con conocimiento sobre el producto ChipotlAway y, como resultado, ella declara a Ike/Jackson ganador. Una de las otras concursantes es golpeada físicamente por su madre por perder. Habiendo encontrado su aceptación, Jackson deja el cuerpo de Ike, y Ike está extremadamente sorprendido y disgustado de encontrarse vestido como una niña.
Más tarde, Jackson y las otras celebridades en el purgatorio se reúnen y finalmente pueden despegar. Inicialmente felices, pronto son llevados al infierno. Sin embargo, para su molestia, la azafata les dice que deben esperar nuevamente ya que Hell es una puerta de remolque.

## Producción y temática

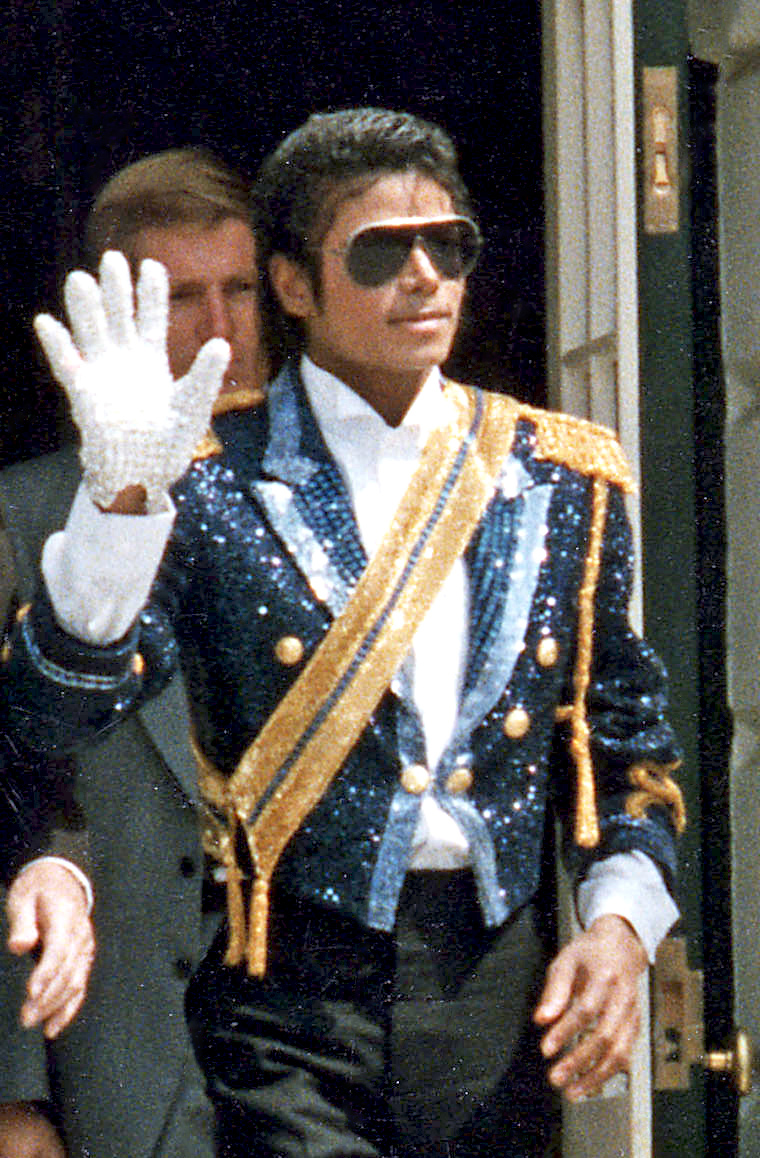
El cantante pop Michael Jackson, que murió en junio de 2009, apareció de manera destacada en «Dead Celebrities».

«Dead Celebrities» fue escrita y dirigida por el cocreador de la serie Trey Parker y fue clasificada como TV-MA L en los Estados Unidos. Se emitió por primera vez el 7 de octubre de 2009 en E.E. U.U. en Comedy Central. El día después de la transmisión original del episodio, se pusieron a disposición camisetas y sudaderas con capucha basadas en el episodio en South Park Studios. El sitio web oficial de la serie presentaba una foto de Ike asustado con la frase «Veo celebridades muertas».
«Dead Celebrities» incluye referencias a varios actores, cantantes y otras celebridades que murieron a mediados de 2009, cuando la decimotercera temporada de South Park estaba en pausa a mitad de temporada. El episodio sirve no solo para parodiar a las celebridades mismas, sino también para brindar comentarios sobre la tendencia de los medios estadounidenses a explotar, idolatrar e informar en exceso sobre la vida y la muerte de las celebridades. La más destacada de estas celebridades es el cantante pop Michael Jackson, quien murió de intoxicación por múltiples drogas el 25 de junio.
Billy Mays, un vendedor de anuncios de televisión, es la primera celebridad muerta que aparece en el episodio y juega un papel importante en la primera parte del guion. El hijo de Mays, Billy Mays III, autoproclamado fan de South Park, dijo que le encantaba «Dead Celebrities» y que la interpretación de su difunto padre le pareció respetuosa y de buen gusto. Él dijo: «South Park se pone un poco nervioso a veces, pero en el fondo, son solo una sátira social, ¿sabes? Creo que fue natural para ellos hacer un episodio de celebridades muertas con todo este verano y cómo ha sido, y creo que la forma en que lo hicieron fue de muy buen gusto en su mayor parte». El espíritu de David Carradine se muestra semidesnudo en lencería y con una soga al cuello, haciendo alusión a su muerte el 3 de junio de 2009 por asfixia autoerótica. Entre los otros que aparecieron en el episodio estaban la actriz Farrah Fawcett, el periodista Walter Cronkite, el disc-jockey Adam Goldstein (DJ AM), el político Ted Kennedy, la actriz Beatrice Arthur, el presentador de televisión Ed McMahon, el actor Patrick Swayze, la actriz Natasha Richardson, el magnate de los perritos calientes Oscar G. Mayer Jr. y el actor y chef profesional Dom DeLuise. Y similar al espíritu de Carradine mencionado anteriormente, el espíritu de Richardson se muestra con un atuendo de esquí, en alusión a su muerte el 18 de marzo de 2009 a causa de un accidente de esquí.